# St. Martinus (Mehr)

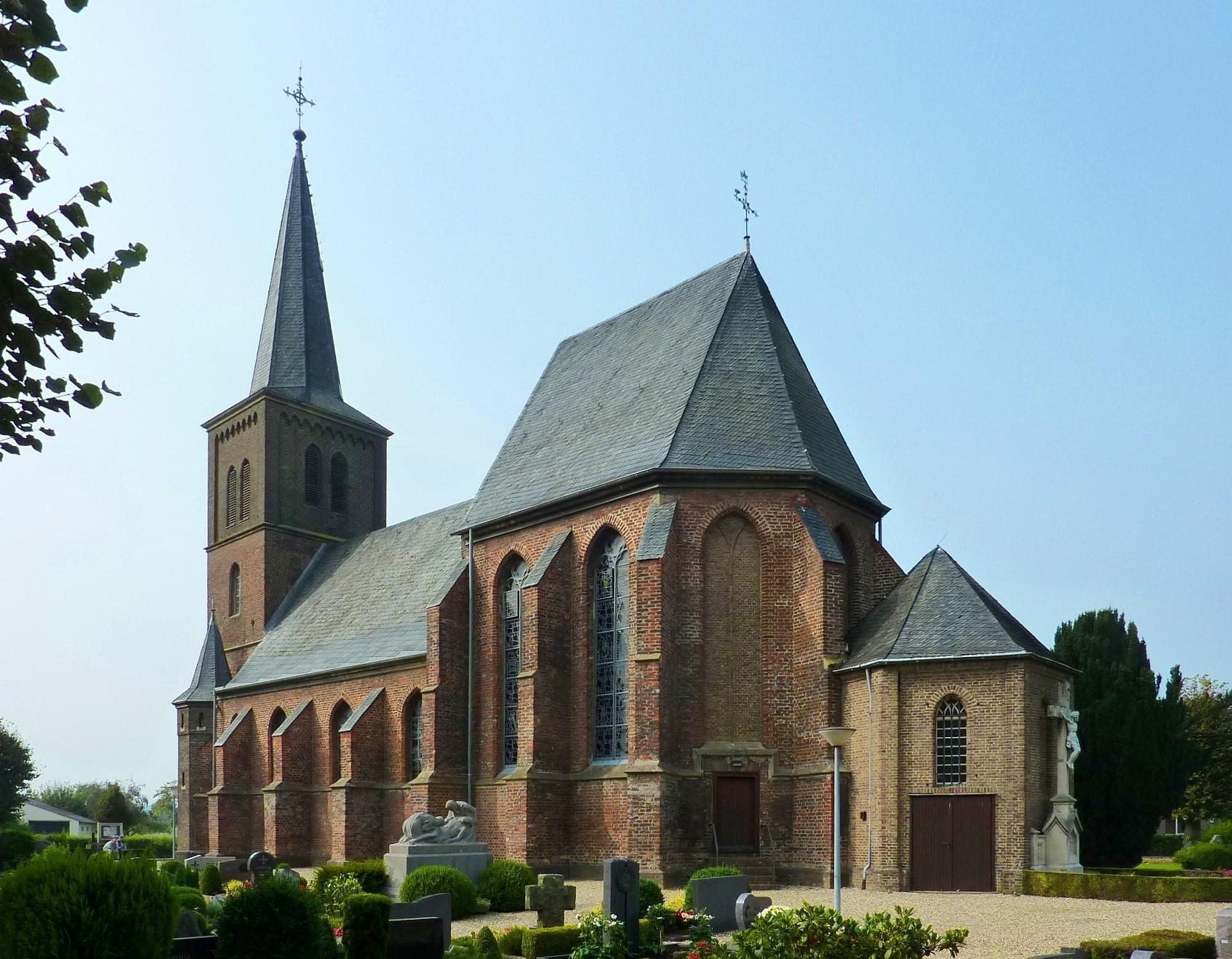
St. Martinus in Mehr

St. Martinus ist die römisch-katholische Dorfkirche von Mehr, einem Ortsteil von Kranenburg im Kreis Kleve (Nordrhein-Westfalen).

## Geschichte
1332 wurde zuerst eine Pfarrkirche in Mehr erwähnt. 1338 übertrug Ritter Roland von Hagedorn das Patronatsrecht über die Kirche an das Stift Monterberg, welches es noch im selben Jahr mit dem Marienstift Bedburg tauschte.
Die heutige Kirche wurde im 15. Jahrhundert als einschiffiger Backsteinbau mit höherem Chor mit 5/8-Schluss errichtet. Der vorgesetzte Westturm wurde Anfang des 20. Jahrhunderts um ein Geschoss erhöht und mit steiler Schieferpyramide gedeckt. Außerdem wurde östlich an den Chor eine Sakristei angebaut.
Rund um die Kirche wurde der Friedhof angelegt. Hier befinden sich mehrere Grabdenkmäler und ein Krieger-Mahnmal des flämischen Bildhauers Achilles Moortgat.
Am 26. Juni 2005 fusionierte die damalige Pfarrgemeinde St. Martinus Mehr mit den Nachbar-Pfarreien St. Antonius Nütterden und St. Antonius Frasselt zur neuen Pfarrgemeinde St. Antonius Abbas, Kranenburg mit Hauptsitz in Nütterden. Seitdem dient die Kirche St. Martinus in Mehr als Filialkirche.

## Persönlichkeiten
- Priesterdichter Augustin Wibbelt, Pfarrer in Mehr von 1906 bis 1935 (* 19. September 1862, † 14. September 1947). Ein Torbogen mit einer Bronze-Plakette am südlichen Friedhofseingang erinnert an sein Wirken in Mehr.
- Spiritual und Schriftsteller Johannes Bours, Pfarrer in Mehr von 1984 bis 1987 (* 21. März 1913, † 1. Februar 1998) Sein Grab befindet sich in der Priestergruft im Schatten der Kirche auf der Ostseite des Mehrer Friedhofs.